# Hinteres Schloss Henfstädt

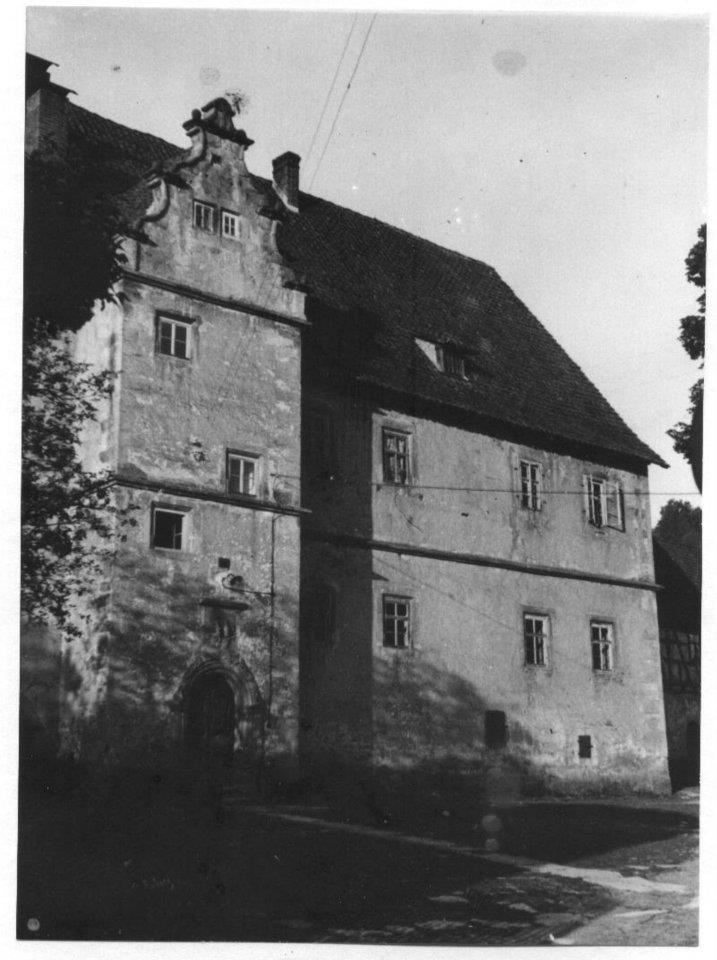
Hinteres Schloss Henfstädt um 1920

Das Hintere Schloss Henfstädt an der Mittleren Dorfstraße 68 in Henfstädt ist das 1595–1596 erbaute Hauptgebäude eines ehemaligen Rittergutes.

## Geschichte
Das Gut war eines der Burggüter der Osterburg. Teile des Hauptgebäudes stammen noch aus dem 12. Jahrhundert. Im 16. Jahrhundert gehörte es einer Familie von Zufraß.
Nach dem Tode von Wolf Zufraß fiel das Lehen wieder an die Grafen von Henneberg zurück. Georg Ernst von Henneberg-Schleusingen (1511–1583) gab das Gut 1580 als Lehen an den hennebergischen Rat Caspar von Hanstein. Dieser ließ 1595/1596 das stattliche, in seinen Umfassungsmauern noch bestehende Herrenhaus im Stil der Renaissance errichten.
Später wurde die Familie von Harbou Eigentümerin. Nach Enteignung des Gutes 1945 wurde das Schloss zunächst als Flüchtlingsunterkunft, dann als Internat und schließlich als Hühnerstall und Technikstation einer LPG genutzt. 1992 bis 1996 erfolgte eine Privatisierung an Matthias Ramb. Er widmete sich zunächst der Erhaltung der Nebengelasse und der Notsicherung der Schlossruine.
2014 wurde das Hauptgebäude als eines der im Bestand gefährdeten Schlösser und Herrenhäuser Thüringens gelistet. Dank der Unterstützung und einer Dringlichkeitsinitiative durch Matthias Ramb, der Deutschen Stiftung Denkmalschutz sowie des Thüringischen Landesamtes für Denkmalpflege wurde das Schloss  in den Jahren von 2015 bis 2024 grundlegend gesichert und schließlich mit der Schließung des Baukörpers durch das Einbringen restaurierter und rekonstruierter Fenstern und des barocken Türblattes, dessen Würde wieder hergestellt.